# Імені Рахіма Сабденова
імені Рахі́ма Сабде́нова (каз. Рахым Сәбденов ат.а.) — село у складі району Турара Рискулова Жамбильської області Казахстану. Адміністративний центр Акбулацького сільського округу.
До 2002 року село називалось Леніно.
Населення — 1623 особи (2021; 1535 у 2009, 1406 у 1999, 1578 у 1989).